# 嶋陸奥彦
嶋 陸奥彦（しま むつひこ、1946年6月22日 - ）は、日本の文化人類学者、東北大学名誉教授。韓国研究。

## 略歴
岩手県北上市生まれ。1969年東京大学教養学部文化人類学専攻卒。1979年トロント大学大学院人類学部博士課程修了、Ph.D.。1977年岐阜大学教養部講師、1979年広島大学総合科学部講師、81年助教授、85年国立民族学博物館助教授兼任、1991年東北大学文学部助教授、96年文学研究科教授。2010年定年退官、名誉教授。

## 著書
- 『韓国農村事情 「儒」の国に生きる人々の生活誌』PHP研究所 21世紀図書館 1985
- 『韓国道すがら 人類学フィールドノート30年』草風館 2006
- 『韓国社会の歴史人類学』風響社 2010

### 共編
- 『変貌する韓国社会 1970～80年代の人類学調査の現場から』朝倉敏夫共編 第一書房 1998
- 『食に見る世界の文化』千種眞一,花登正宏,荻原理,阿子島香共編 東北大学出版会 人文社会科学講演シリーズ 2007
- 『ことばの世界とその魅力』阿子島香, 荻原理,佐藤伸宏,千種眞一共編 東北大学出版会 人文社会科学講演シリーズ 2008

### 翻訳
- 崔在錫『韓国人の社会的性格』伊藤亜人共訳 学生社 1977
- 崔在錫『韓国農村社会研究』伊藤亜人共訳 学生社 1979
- 金宅圭『韓国同族村落の研究 両班の文化と生活』伊藤亜人共訳 学生社 1981

## 論文
- Cinii

## 注
1. ↑  『現代日本人名録』